# 缅甸警察部队
缅甸警察部队，旧称人民警察部队，是缅甸的执法机构，于1964年成立，隶属于内政部。

## 组织机构

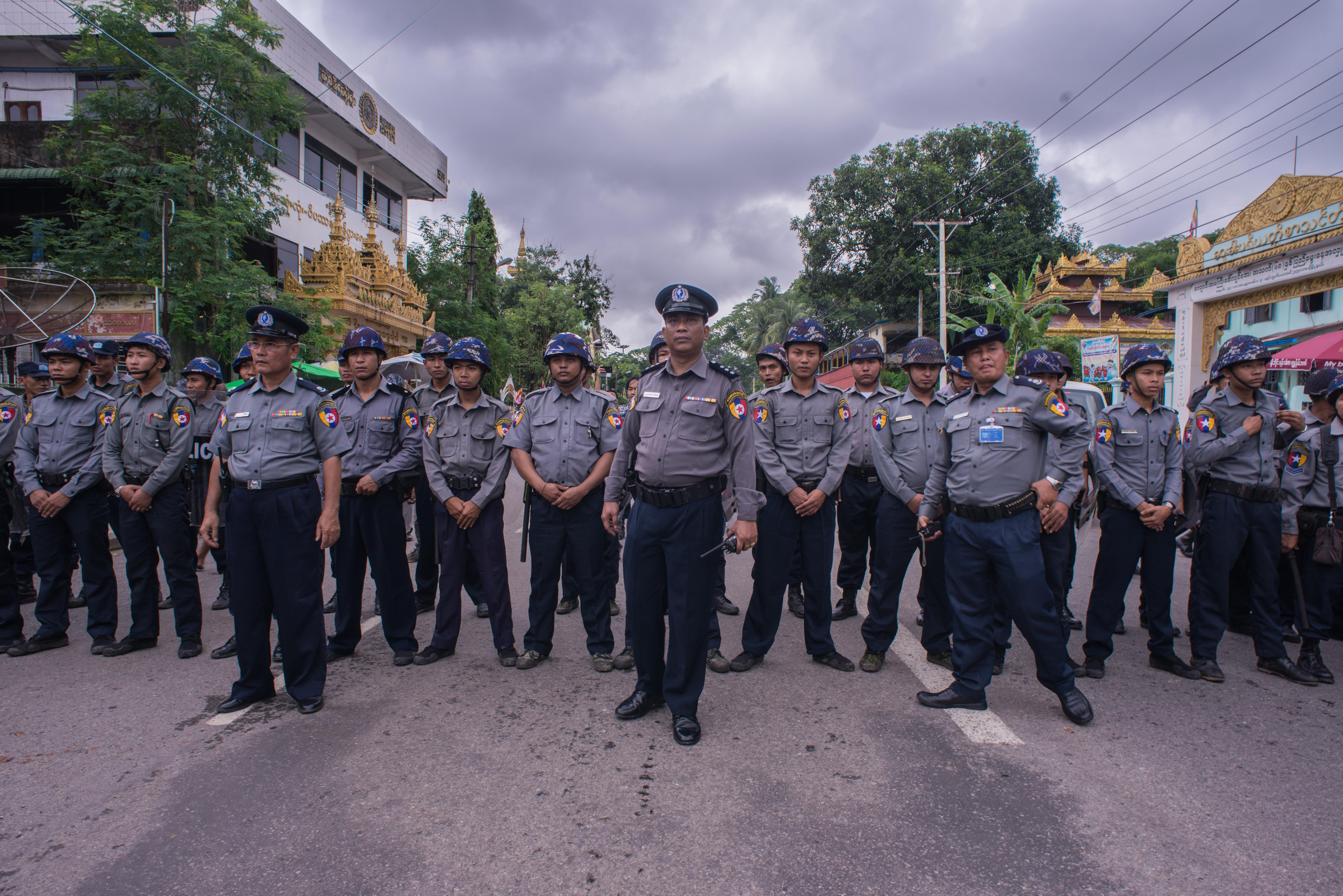
缅甸警察在仰光省巴漢鎮區阻拦抗议者。

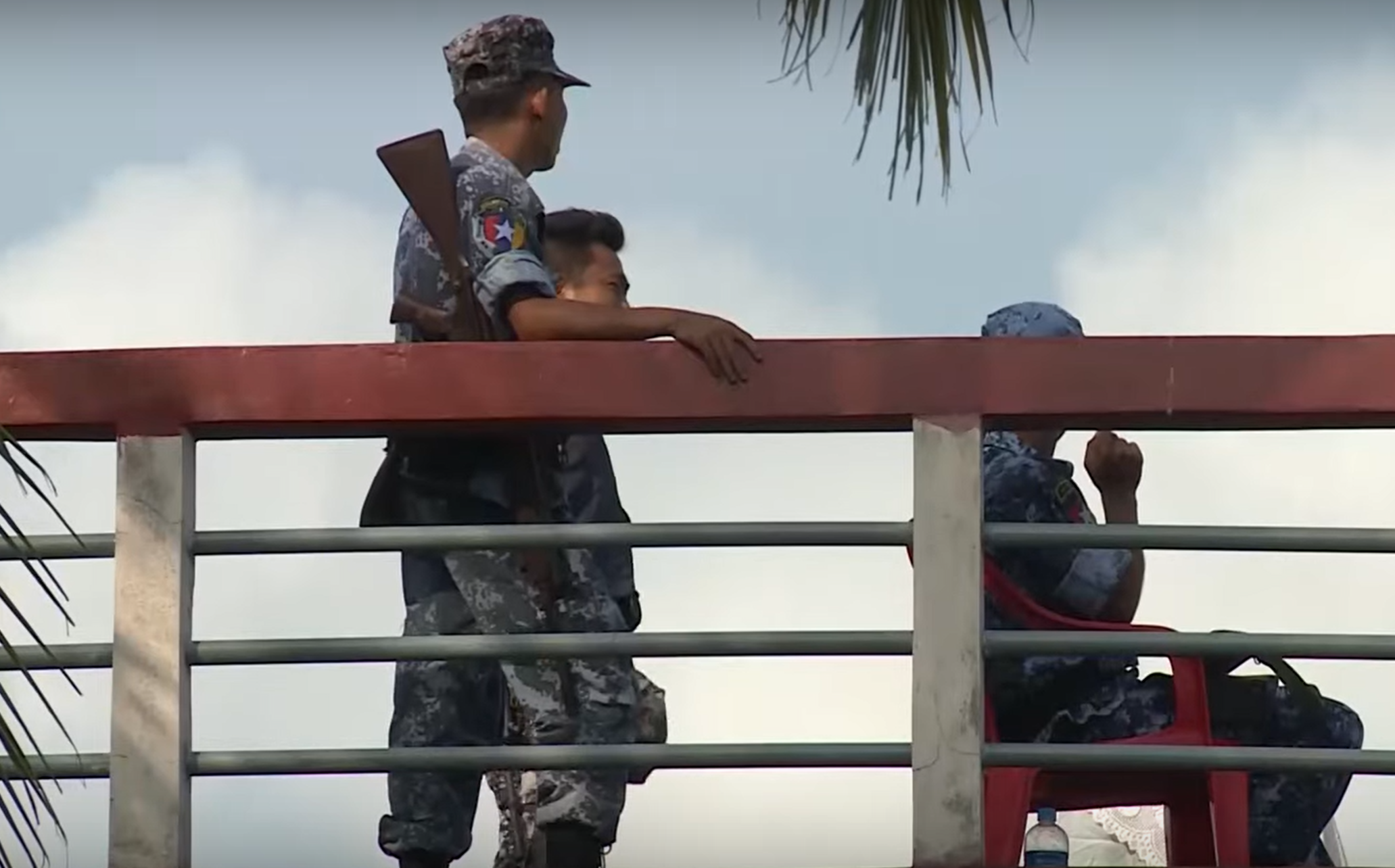
守望缅甸与孟加拉国边境的缅甸警察。

### 警察部队总部
缅甸警察部队总部位于缅甸首都内比都。总部内设总警监办公室、第一副总警监办公室、第二副总警监办公室、参谋部、政治部、后勤部。

#### 总部直属业务局
缅甸警察部队总部各业务局对分布在全国各地的各所属分局、警队等实行垂直领导和管理，与各省/邦警察厅所属警察局互为协作关系，不受省/邦警察厅、县、镇区警察局的直接领导。 
- 任命局
- 教育训练局
- 打击跨国犯罪局
- 情报局（全国下设仰光、昂德俾（အောင်သပြေ）、内比都、马圭、实兑、勃生、勃固、曼德勒、密支那、东枝、腊戍、景栋、毛淡棉、巴安、土瓦、鸾果16个分局）
- 案件侦查局（全国下设内比都、仰光和曼德勒3个分局，26个案件侦查队，在仰光茵盛设有培训中心）
- 禁毒局（全国下设曼德勒、东枝、仰光、密支那、蒙育瓦、腊戍、景栋、内比都、毛淡棉、实兑10个分局和1个X光机检测分局，在全国计划建65个缉毒队，有3个戒毒所。）
- 打击拐卖人口犯罪局（全国下设仰光、曼德勒2个分局，16个打拐队）
- 水警局（全国下设仰光、土瓦、皎漂、曼德勒、万崩、蒙育瓦6个分局，实兑、丹兑、勃生、毛淡棉、丹老、高当（英语：Kawthaung）、景腊7个支队，且配备执法艇）
- 航空警察局（全国下设内比都、仰光和曼德勒3个分局，密支那、黑河、良乌（英语：Nyaung-U）、大其力、土瓦、高当、丹兑、皎漂8个支队）
- 铁路警察局（全国下设22个警队）
- 金融案件调查局（全国下设仰光1个分局）
- 交通警察局（全国下设15个分局、5个支队、1个培训学校）
- 国际旅游安全警察局（全国下设内比都、仰光、曼德勒、蒲甘、良乌5个分局）
- 高速公路警察局（全国下设12个高速路口派出所）
- 油田安全警察局（全国下设曼德勒、马圭2个分局）
- 森林安全警察局（全国下设仰光、曼德勒2个分局）

#### 总部直属市政警察局
- 内比都市政警察局
- 仰光市政警察局
- 曼德勒市政警察局

#### 总部直属安全警察部队
安全警察部队是缅甸警察部队中按照军队作战营编制设置管理的一支力量。其组织架构分为三级指挥体系：全国设4个由警准将领导的安全警察部队指挥部，下设12个由警上校领导的指挥分部，部署40个由警中校领导的安全警察营。该部队主要驻防区域包括首都内比都、经济中心仰光、交通枢纽曼德勒以及局势复杂的若开邦等战略要地，重点执行高安全需求地区的治安维护与反恐任务。

#### 总部直属边防警察部队
2014年3月作为试点而成立的第一边防警察部队，部署在若开邦与孟加拉国边境地区。计划今后在中缅、泰缅边境继续组建边防警察部队。

### 省/邦警察厅
缅甸由1个联邦区、7个省和7个邦组成，一共15个行政区对应15个警察厅。
- 联邦区警察厅：内比都警察厅。
- 省警察厅：仰光省警察厅、曼德勒省警察厅、实皆省警察厅、马圭省警察厅、勃固省警察厅、伊洛瓦底省警察厅、德林达依省警察厅。
- 邦警察厅：掸邦警察厅、克耶邦警察厅、克伦邦警察厅、孟邦警察厅、克钦邦警察厅、钦邦警察厅、若开邦警察厅。

省/邦警察厅下设县警察局、镇区警察局、派出所、警务工作站。

## 警衔

### 警官
| 缅甸警察部队 · |        |        |        |        |        |        |        |        |        |        |          |
| 缅文           |        |        |        |        |        |        |        |        |        |        | ရဲအရာရှိလောင်း   |
| 汉语           | 警上将 | 警中将 | 警少将 | 警准将 | 警上校 | 警中校 | 警少校 | 警上尉 | 警中尉 | 警少尉 | 候补警官 |

### 非警官
|              |               |               |        |        |        |      |
| 缅甸警察部队 |               |               |        |        |        |      |
| 缅文         | ရဲအရာခံဗိုလ် -ပထမတန်း | ရဲအရာခံဗိုလ် -ဒုတိယတန်း | ရဲတပ်ကြပ်ကြီး | ရဲတပ်ကြပ်  | ဒုရဲတပ်ကြပ် | ရဲတပ်သား |
| 中文         | 警高级准尉    | 警准尉        | 警上士 | 警中士 | 警下士 | 警员 |

## 教育训练
缅甸警察部队下辖7所警察学校： 
- 警官研修学校（位于曼德勒）
- 警官培训学校（位于彬乌伦）
- 警士官研修学校（位于仰光罗格）
- 警员培训学校
  - 第一警员培训学校：该校是一所女警员培训学校，位于曼德勒省央米丁县
  - 第二警员培训学校：位于勃固省未提甘（ဝက်သည်းကန်）
  - 第三警员培训学校：位于实皆省
  - 第四警员培训学校：位于掸邦岛雷龙（တောင်လေးလုံ）

## 国际协作
缅甸警察部队与孟加拉国、泰国、老挝和中華人民共和国等邻国开展国际警务合作。

### 与中国警方的合作
中缅两国构建了一系列执法安全合作机制，包括中缅执法安全合作部长级会议、禁毒合作双边年度会晤、打击拐卖人口合作年度会晤以及边境联络官办公室等，合作范围涵盖禁毒、反恐、打拐、打击电信网络诈骗、边境管控、大型项目安保以及澜沧江—湄公河执法安全合作等诸多领域。2023年11月，中華人民共和国国务委员、公安部部长王小洪与缅甸内政部部长雅毕中将共同主持第七次中缅执法安全合作部长级会议。双方就共同关心的执法安全合作议题深入交流，达成多项共识。